# 2020
Cette page concerne l'année 2020  du calendrier grégorien.  Pour le nombre 2020, voir 2020 (nombre).
2020 est une année bissextile qui commence un mercredi. C'est la 2020e année de notre ère, la 20e du IIIe millénaire, du XXIe siècle et la première de la décennie 2020-2029.
2020 est une date butoir pour plusieurs engagements internationaux dans le domaine du climat et de la biodiversité. Le 2 décembre 2019, à Rome, 2020 a aussi été proclamé Année internationale de la santé des végétaux (International Year of Plant Health, IYPH) par l'ONU pour sensibiliser le monde à la manière dont la protection phytosanitaire des cultures peut contribuer à éliminer la faim, à réduire la pauvreté, à protéger l’environnement et à impulser le développement économique,.
L'année commence avec une crise internationale causée par l'assassinat du général iranien Qassem Soleimani par les forces armées américaines, suivie d'une pandémie de coronavirus originaire de Chine (premiers cas identifiés en décembre 2019 dans la ville de Wuhan), se répandant par la suite dans d'autres pays asiatiques, touchant particulièrement la Corée du Sud et l'Iran, puis la pandémie se répand de plus en plus jusqu'à atteindre des pays européens, américains, océaniques et africains. Après la mi-mars 2020, cette pandémie connaît un ralentissement en Chine mais une augmentation importante en Europe et plus particulièrement en Italie, en Espagne, en Belgique et en France, ainsi qu'aux États-Unis, en Amérique du Nord.
Après la mi mai 2020, la pandémie connaît un ralentissement en Europe mais une augmentation importante en Amérique du Sud, plus particulièrement au Brésil, au Pérou et au Chili.
À partir de la mi-octobre, la pandémie connaît une forte augmentation en Europe, plus particulièrement en France, en Espagne, en Belgique et en Italie, ainsi qu'aux États-Unis.
Des confinements sont instaurés dans le monde en 2020 pour faire face à la pandémie.
Par ailleurs, le début de l'année 2020 est également marqué par de puissants incendies en Australie. En août, la double explosion à Beyrouth a détruit une partie de la ville, mettant à genoux un pays déjà fragilisé par de multiples crises.

## Autres calendriers
L'année 2020 du calendrier grégorien correspond aux dates suivantes d'autres calendriers :
- Calendrier chinois : 4717 / 4718 (le Nouvel An chinois 4718 de l'année du rat de métal a lieu le 25 janvier 2020[3])
- Calendrier hébraïque : 5780 / 5781 (le 1er tishri 5781 a lieu le 19 septembre 2020[4])
- Calendrier indien : 1941 / 1942 (le 1er chaitra 1942 a lieu le 21 mars 2020[4])
- Calendrier japonais : 2 de l'Ère Reiwa (le calendrier japonais utilise les jours grégoriens)
- Calendrier musulman : 1441 / 1442 (le 1er mouharram 1442 a lieu le 20 août 2020[4])
- Calendrier persan : 1398 / 1399 (le 1er farvardin 1399 a lieu le 20 mars 2020[4])
- Calendrier républicain : 228 / 229 (le 1er vendémiaire 229 a lieu le 22 septembre 2020[4])
  - Jours juliens : 2 458 849,5 à 2 459 215,5[5],[4]

## Événements
- Effondrement du radiotélescope d'Arecibo.
- COP 15, en Chine ; « Conférence mondiale d'étape » de l'ONU jouant le rôle dans le processus de mise en œuvre du « Plan stratégique 2011-2020 de la biodiversité » décidé à la « Conférence de Nagoya sur la biodiversité de 2010 », dans le cadre de la Convention sur la diversité biologique (CDB) visant la préservation durable de toutes les formes de la biodiversité (animales, végétale, fongique, microbienne, aux échelles des gènes, espèces et écosystèmes, sur terre et en mer), après que les États-membres de l'ONU ont pris officiellement acte en 2010 de l'échec global de leurs stratégies de protection de la biodiversité (stratégies antérieures à la date butoir « 2010 »), et du besoin d'une stratégie radicalement plus efficace. Cette conférence mondiale d'étape sera précédée d'une conférence (en 2020) et une évaluation à mi-parcours (en 2015)[6].
- En 2020, la Métropole européenne de Lille est Capitale mondiale du design[7].
- Poursuite de la pandémie de Covid-19.
- À l'occasion du cinquième anniversaire de la parution de l'encyclique Laudato si' sur la sauvegarde de la Création, le pape François lance une année Laudato si' du 24 mai 2020 au 24 mai 2021[8].

## Chronologie mensuelle

### Janvier 2020
- Poursuite d'importants incendies de végétation en Australie.
- 1er janvier :
  - La Croatie prend la présidence tournante du Conseil de l'Union européenne, succédant à la Finlande.
  - Des foules de manifestants pénètrent dans l'enceinte de l'ambassade des États-Unis à Bagdad, en Irak, puis se retirent après des tirs de gaz lacrymogènes par les marines américains. Les troubles se sont produits en réponse aux frappes aériennes américaines sur les milices pro-iraniennes en Irak.
  - L'espèce de poisson Psephurus gladius est déclarée éteinte.
- 3 janvier : le général iranien Qassem Soleimani, commandant de la force Al-Qods et Abou Mehdi al-Mouhandis, sont assassinés en Irak par une frappe américaine sur l'aéroport de Bagdad, ce qui déclenche une crise diplomatique internationale.
- 5 janvier :
  - Élection présidentielle en Croatie (2e tour) ;
  - Élections législatives en Ouzbékistan (2e tour)[9].
  - Le député vénézuélien Luis Parra, opposant à la fois au président de la république élu mais très fortement contesté Nicolás Maduro et au président de l'Assemblée nationale vénézuélienne élu et président de la république autoproclamé Juan Guaidó (voire Crise présidentielle de 2019-2020 au Venezuela pour les détails), s'autoproclame président de l'Assemblée nationale du Venezuela[10].
- 6 janvier : l'Armée nationale libyenne s'empare de la ville de Syrte, en Libye.
- 7 janvier :
  - Malgré les tentatives de la police vénézuélienne pour l'empêcher d'accéder à l'Assemblée nationale et une coupure de courant dans l'hémicycle qui l'empêche d'utiliser un micro, Juan Guaidó prête serment pour se reconduire président de l'Assemblée nationale vénézuélienne[11];
  - Les funérailles des généraux Soleimani et Pourjafari (tués dans la même frappe) à Kerman en Iran attirent une foule immense, une bousculade se déclenche, tuant plus de 50 personnes et en blessant 212[12].
- 8 janvier :
  - En Irak, en réponse à l'assassinat de Qassem Soleimani, les Forces armées iraniennes bombardent deux bases militaires internationales, celles d'Erbil et d'Aïn al-Assad, abritant des troupes de la Coalition internationale en Irak et en Syrie dont notamment des soldats américains[13].
  - En Iran, le vol 752 Ukraine International Airlines est abattu par un missile sol-air iranien, et s'écrase juste après son décollage de l'aéroport international Imam-Khomeini de Téhéran, provoquant la mort des 176 passagers et membres d'équipage.
- 9 janvier :
  - Attaque du camp militaire de Chinégodar au Niger ;
  - Élections législatives à Saint-Martin.
- 9 au 22 janvier : Jeux olympiques de la jeunesse d'hiver à Lausanne (Suisse).
- 10 janvier : mort du sultan d'Oman Qabus ibn Saïd, Haïtham ben Tariq lui succède.
- 11 janvier :
  - Élections présidentielle et législatives à Taïwan, Tsai Ing-wen est réélue.
  - La Chine enregistre son premier décès dû à la Covid-19[14][a].
- 15 janvier : le Premier ministre de Russie Dmitri Medvedev démissionne, Mikhaïl Michoustine est nommé à sa place[15].
- 17 janvier : pour la première fois depuis 2012, le Guide suprême iranien Ali Khamenei préside la prière du vendredi à Téhéran, l'occasion pour lui d'aborder l'actualité particulièrement tendue lors de son sermon[16].
- 18 janvier : 116 personnes (111 militaires et 5 civils) sont tuées par des missiles balistiques et des frappes de drones lors d’une attaque apparemment menée par les Houthis sur la mosquée d'un camp militaire de la ville yéménite de Marib. Le 20 janvier, Mohammed al-Boukhaïti, un porte-parole des Houthis a déclaré à Al Jazeera que l'attaque n'était pas le fruit de son organisation.
- 19 janvier : élections législatives aux Comores (1er tour).
- 22 janvier :
  - Élection présidentielle en Grèce, la magistrate Ekateríni Sakellaropoúlou devient la première femme élue à la présidence de la République.
  - l'Algérie annonce qu'elle accueillera une réunion avec les ministres des Affaires étrangères de six pays d'Afrique du Nord et d'Afrique subsaharienne, qui partagent tous une frontière avec la Libye, à la suite du sommet de Berlin pour aider à renforcer le soutien à un accord de paix provisoire pour mettre fin à la deuxième guerre civile libyenne.
- 23 janvier : à cause de l'épidémie du coronavirus, le gouvernement chinois place en quarantaine toute la métropole de Wuhan (11 millions d'habitants) et les villes de Huanggang (7.5 millions d'habitants) et Ezhou[17].
- 24 janvier : un séisme dans l'Est de la Turquie fait au moins 41 morts[18].
- 24-27 janvier : autour de Belo Horizonte, dans l’État de Minas Gerei au sud-est du Brésil, des précipitations records depuis le début des relevés en 1910 - 171,8 millimètres de pluie en 24h - créent des inondations, qui provoquent au moins 50 morts, 65 blessés, 2 disparus, l'évacuation de 30 000 personnes, et l'état d'urgence dans une centaine de villes[19].
- 26 janvier :
  - élections législatives au Pérou.
  - Aux États-Unis, Kobe Bryant, sa fille et sept autres personnes sont tuées dans un accident d’hélicoptère à Calabasas, en Californie.
- 27 janvier :
  - Un avion E-11A de l’US Air Force s’écrase et prend feu dans la province de Ghazni en Afghanistan oriental.
  - L’Allemagne confirme son premier cas de maladie à coronavirus 2019 en Bavière. L’homme infecté a été placé dans une salle d’isolement et le risque de nouvelles contaminations est actuellement considéré comme « faible » par le ministère bavarois de la Santé[20].
  - En Slovénie, le Premier ministre slovène Marjan Šarec remet sa démission après avoir perdu le soutien parlementaire du parti de gauche en novembre et appelle à des élections anticipées[21].
- 28 janvier : l'armée arabe syrienne et ses alliés s'emparent de la ville stratégique de Maarat al-Nouman (deuxième ville la plus du gouvernorat d'Idlib) sur la route entre Hama et Alep[22].
- 29 janvier : le président américain Donald Trump dévoile un plan de paix élaboré par son administration pour 3 ans. Le plan reconnaît la souveraineté israélienne sur les principaux blocs de colonies en Cisjordanie occupée, ainsi que l'annexion de la vallée du Jourdain, en échange d'un gel des nouvelles colonies israéliennes dans certaines zones pendant 4 ans. Le président palestinien Mahmoud Abbas rejette le plan comme un « non-sens », tandis que le Premier ministre israélien Benjamin Netanyahou ainsi que le chef de l'opposition Benny Gantz ont exprimé leur soutien au plan[23].
- 30 janvier : l'Organisation mondiale de la santé classe l'épidémie provoquée par le coronavirus 2019-nCov comme urgence de santé publique de portée internationale.
- 31 janvier :
  - Sortie du Royaume-Uni et de Gibraltar de l'Union européenne (Brexit), entamant une période de transition de 11 mois.
  - Airbus Commercial Aircraft accepte par accord de verser 3.6 milliards d'euros (l'équivalent de ses bénéfices gagnés en 2018) pour mettre fin aux poursuites judiciaires provoquées par un scandale de corruption d'agents dans 16 pays différents via des commissions occultes, dont 2 milliards d'euros à la justice française plus 8 millions d'euros pour défrayer la surveillance juridique du constructeur sur les trois années à venir, ce qui représente le plus gros accord conclu par le Parquet national financier depuis sa fondation[24].

### Février 2020
- 3 février : cinq soldats et un membre civil des forces armées turques sont tués par des tirs d'obus de l’armée syrienne près de Saraqeb dans le gouvernorat d'Idlib[25],[26]. Les forces turques ripostent par 222 tirs d’artillerie sur 46 positions militaires syriennes, détruisant plusieurs cibles, selon le ministère turc de la Défense nationale. Erdoğan, le président turc, affirme que ces représailles ont tué « entre 30 et 35 soldats syriens », l'agence officielle syrienne Sana dément quant à elle toute perte dans les rangs de l'armée du pays[27].
- 6 février : une température de 18,3 °C est enregistrée à la base Esperanza dans la péninsule Antarctique, c'est la plus haute jamais recensée en Antarctique continental (le précédent record était de 17,5 °C et avait également été enregistré à la base Esperanza, le 24 mars 2015)[28].
- 7 février : au Kazakhstan, au moins 8 personnes sont tuées et des dizaines d'autres blessées dans des affrontements ethniques entre Kazakhs, Dounganes et Hui dans le village de Masanchi à huit kilomètres au nord de la frontière kirghize. Environ 30 maisons et 15 commerces sont détruits lors des échauffourées[29].
- 8 février :
  - élections législatives en Irlande, le parti républicain de gauche Sinn Féin arrive en tête pour la première fois de l'Histoire du pays.
  - un soldat thaïlandais, l’adjudant-chef Jakrapanth Thomma, commet la fusillade de Nakhon Ratchasima, causant 29 morts et 25 blessés, ce qui en fait la fusillade la plus meurtrière de l'histoire de la Thaïlande ;
  - la ville de Saraqeb est prise par l'armée arabe syrienne.
- 9-11 février : le président salvadorien Nayib Bukele entre dans l'Assemblée législative du Salvador, où l'opposition est majoritaire, accompagné de militaires et de policiers lourdement armés, ce qui n'était pas arrivé depuis la guerre civile de 1992, pour forcer les parlementaires à voter une augmentation du budget des forces armées de 109 millions de dollars[30] ; toutes les branches de l'opposition, la société civile, les diplomates présents au Salvador et Amnesty International protestent contre ce qui est qualifié de « tentative de coup d’État » ou d'« autoputsch » par les députés[31] ; le 10 février la Cour suprême de justice juge anticonstitutionnel le recours à la force pour faire voter un budget et invalide donc celui-ci, et rappelle au ministre de la Défense René Merino et au directeur de la Police Mauricio Arriaza qu'ils n'ont pas le droit d'interférer avec le processus législatif[31] ; Bukele rejette le jugement de la Cour dans un premier temps[31], mais finit par l'accepter le 11 février[32].
- 9 février :
  - élections législatives au Cameroun ;
  - élections législatives en Azerbaïdjan.
  - référendum en Suisse, les électeurs approuvent une loi qui prévoit l'interdiction des discriminations fondées sur l'orientation sexuelle[33].
  - porté par la tempête Ciara, le vol BA112 bat le record du monde du vol transatlantique New York - Londres le plus rapide, en reliant ces deux villes en 4 h 56 min, soit avec 1 h 20 min d'avance par rapport au précédent record[34].
  - au Nigeria, des djihadistes attaquent le village d'Auno et les véhicules dans ses environs, situés sur la route stratégique entre Maiduguri (État du Borno) et Damaturu (État de Yobé) - vitale pour l'approvisionnement de Maiduguri[35] - tuant au moins 30 civils, et enlevant plusieurs femmes et enfants, avant de piller Auno puis d'incendier le village et les véhicules[35] ; Iswap, une branche de Boko Haram, est suspecté[35].
  - Parasite est récompensé des Oscars du meilleur film et du meilleur film international ; son réalisateur Bong Joon-ho obtient l'Oscar du meilleur réalisateur.
- 10 février :
  - La Corne de l'Afrique subit depuis janvier la pire invasion de criquets pèlerins depuis des décennies. La FAO et le Bureau de la coordination des affaires humanitaires des Nations unies (OCHA) lancent un appel pour un soutien de 76 millions de dollars à la région[36].
  - une étude publiée dans la revue Cretaceous Research identifie une nouvelle espèce de tyrannosaure, Thanatotheristes degrootorum (« Le faucheur de la mort »), découvert au Canada[37].
  - la tempête Ciara atteint les Îles Britanniques et l'Europe de l'Ouest et du Nord, provoquant au moins 7 morts et des dégâts matériels importants dans de nombreux pays[38].
- 11 février :
  - premier mariage homosexuel, celui de Robyn Peoples et Sharni Edwards, célébré en Irlande du Nord[39] ;
  - au Honduras, le commissaire général de la Police nationale Leonel Luciano Sauceda, et sa femme Patricia Sbeltlana Estrada, sont arrêtés pour blanchiment d'argent, suspectés d'avoir respectivement blanchi 13,8 millions de lempiras (plus de 500 000 dollars américains) et 2,7 millions de lempiras (environ 100 000 dollars américains) entre 2006 et 2017 ; 33 biens d'origine illicite sont saisis, dont 8 biens immobiliers, 2 véhicules et 3 terrains à bâtir[40] ;
  - découverte de l'Île Sif par les chercheurs à bord du brise-glace scientifique RV Nathaniel B. Palmer.
- 15 février : découverte de 2020 CD3 (dévoilée le 25 février), un astéroïde happé par la gravité de la Terre, le transformant en satellite naturel temporaire de la Terre.
- 16 février : l'armée arabe syrienne et ses alliés s'emparent - entre autres - des villes de Haritan, Anadan et Kfar Daël lors d'une offensive-éclair dans la banlieue ouest d'Alep[41].
- 18 février : la Commission électorale afghane annonce que le président sortant Ashraf Ghani est vainqueur de l'élection présidentielle afghane de 2019 avec 50,6% des voix[42], son adversaire Abdullah Abdullah dénonce des fraudes, refuse de reconnaître les résultats et monte un gouvernement parallèle[43].
- 19 février : des attentats d'extrême-droite à Hanau (Allemagne) font 11 morts et 6 blessés.
- 21 février : élections législatives en Iran.
- 22 février : élection présidentielle au Togo, Faure Gnassingbé est réélu.
- 23 février : élections législatives aux Comores (2e tour).
- 24 février : un mineur de 17 ans attaque au couteau un salon de massage érotique à Toronto au Canada, tuant une femme et blessant deux autres personnes (une femme et un homme), l'enquête de la Gendarmerie royale du Canada démontre qu'il s'inspirait du mouvement misogyne « incel »[44] ; lors de la première comparution de l'accusé devant un tribunal le 19 mai pour meurtre au premier degré et tentatives de meurtres, la justice les chefs d'accusation sont requalifiés en activités terroristes[44], sur recommandation de la Gendarmerie royale et de la police de Toronto, c'est la première fois au Canada qu'un incel fait face à un chef d’accusation de terrorisme[45].
- 29 février :
  - élections législatives en Slovaquie, victoire du parti conservateur et anti-corruption OL'aNO.
  - Nuno Gomes Nabiam devient premier ministre de la Guinée-Bissau.

### Mars 2020
- 1er mars :
  - La Turquie lance l'opération Bouclier du printemps contre l'armée syrienne dans la région d'Idlib.
  - Muhyiddin Yassin devient Premier ministre de Malaisie après la démission de Mahathir Mohamad[46].
  - élections législatives au Tadjikistan.
- 2 mars :
  - élections législatives en Guyana.
  - élections législatives en Israël.
  - l'armée arabe syrienne s'empare une nouvelle fois de la ville de Saraqeb[47], après une brève (4 jours) réoccupation par les rebelles[48].
- 3 mars : en Afghanistan, un attentat à la moto-piégée contre un match de football dans la province de Khost provoque 3 morts et 11 blessés[49] ; l'attentat n'est pas revendiqué, mais la police afghane suspecte les Talibans, ce qui implique la fin de la trêve qui avait cours depuis le 22 février entre eux et les Forces armées afghanes, alors qu'un accord de paix avait été signé le 29 février entre les États-Unis et les Talibans pour permettre le retrait des Américains de la guerre d'Afghanistan[49].
- 6 mars :
  - en Afghanistan, un attentat visant un rassemblement politique à Kaboul fait au moins 29 morts[50],[51]. Les deux assaillants djihadistes sont abattus par la police. Les trois hommes politiques afghans visés survivent à cet attentat revendiqué par Daech.
  - en Tunisie, un attentat contre l'ambassade des États-Unis à Tunis provoque trois morts (un policier et les deux terroristes) et cinq blessés (quatre policiers et une civile).
- 7 mars : le Liban annonce le premier défaut de paiement de son histoire[52] ;
- 8 mars : pour la Journée internationale des droits des femmes, et à la suite des féminicides de février - dans un contexte où le Mexique connaît 10 féminicides par jour[53] - plusieurs centaines de milliers de femmes participent à des marches et des manifestations dans plusieurs villes du Mexique, à Mexico elles sont environ 660 000[53]. À Mexico, la manifestation connaît des incidents, des cocktails Molotov sont lancés sur le Palais national et la Banque du Mexique, ce qui blesse une manifestante, une policière et la journaliste d'El Universal Berenice Fregoso, sans que l'on ne sache si ce sont des manifestantes, des anarcha-féministes ou des individus infiltrés voulant discréditer le mouvement qui les ont lancés[54] ;
- 9 mars :
  - confronté à une flambée épidémique de maladie à coronavirus, le gouvernement italien place l'ensemble du pays en confinement ;
  - grève nationale des femmes dans plusieurs parties du Mexique, des femmes de toutes les classes sociales ont réalisé une grève aussi appelée #ElNueveNingunaSeMueve (en français #LeNeufAucuneNeBouge), un mouvement social dont le principe est qu'aucune femme participante ne sorte dans la rue, ou ne se rende à l'école, au travail, au supermarché, dans les magasins ou à la banque, et n'utilise pas les réseaux sociaux ; pour les journées des 8 et 9 mars, 21 féminicides ont été commis au Mexique[53].
- 10 mars : la guérison du « Patient de Londres » est confirmée, deuxième cas mondial de guérison d'un patient atteint du VIH[55].
- 11 mars : 
  - l'Organisation mondiale de la santé reclasse officiellement la flambée de Covid-19 d'épidémie à pandémie.
  - un article de la paléontologue Jingmai O'Connor (de l'Institut de paléontologie des vertébrés et de paléoanthropologie de Pékin) publié dans Nature annonce l'identification d'Oculudentavis khaungraae, à partir d'un crâne de celui-ci découvert en Birmanie conservé dans de l'ambre depuis 99 millions d'années, contenant encore des tissus mous ; il s'agit d'un dinosaure avien dont la taille est estimée être comparable avec celui du colibri des abeilles, le plus petit oiseau actuel connu, (le crâne retrouvé ne mesurant que 7 mm) ce qui en fait le plus petit dinosaure connu du Mésozoïque[56].
- 12 mars :
  - à cause de la pandémie de coronavirus, Emmanuel Macron annonce de nouvelles règles strictes, dont la fermeture de tous les établissements scolaires dans le pays, à partir du lundi 16 mars pour une durée indéterminée, ainsi que le renforcement des professionnels de santé pour freiner le plus possible l'épidémie en France ;
  - la Première ministre belge, Sophie Wilmès, annonce la fermeture des écoles et des chaines HORECA à partir du 14 mars, en raison de l'épidémie de coronavirus.
- 15 mars :
  - l'Espagne met en confinement tout le pays pour tenter d'enrayer la progression de l'épidémie de maladie à coronavirus sur son territoire ;
  - élections municipales en France (1er tour), en République dominicaine et en Bavière.
- 17 mars : la France met en confinement tout le pays pour tenter d'enrayer la progression de l'épidémie de maladie à coronavirus sur son territoire.
- 18 mars : la Nouvelle-Zélande dépénalise l'avortement non-thérapeutique[57].
- 19 mars :
  - élections législatives au Vanuatu.
  - Aux États-Unis, l'État de Californie met en quarantaine tout l'État pour tenter d'enrayer la progression de l'épidémie de maladie à coronavirus sur son territoire.
- 22 mars :
  - élections législatives et référendum constitutionnel en Guinée ;
  - élection présidentielle en Abkhazie.
- 23 mars :
  - en Corée du Sud, La police arrête une centaine d'hommes impliqués dans l'affaire d'exploitation sexuelle numérique des Nth Room.
  - Boko Haram lance deux offensives contre des militaires : la Bataille de Bohama contre une base militaire tchadienne sur une presqu'île du Lac Tchad, tuant 98 militaires et en blessant une cinquantaine ; et la Bataille de Goneri, une embuscade contre un convoi militaire nigérian dans l'État de Borno, l'attaque provoquant la mort d'au moins 70 militaires nigérians et 50 combattants de Boko Haram[58].
- 25 mars : 
  - au Mali, durant la campagne pour les élections législatives maliennes de 2020, le convoi du chef de file de l'opposition Soumaïla Cissé est attaqué par des hommes armés à moto, son garde du corps est tué, deux de ses proches sont blessés, Cissé et 11 membres de son équipe de campagne sont enlevés ; 5 otages seront relâchés pour aller dire aux autorités maliennes que Cissé est gardé vivant ; la piste de djihadistes liés à Al-Qaïda est privilégiée, mais dans le contexte politique et sécuritaire du Mali ce n'est pas confirmé[59] ; le 3 avril, tous les otages sauf Cissé lui-même sont libérés[60].
- 26 mars :
  - séisme de magnitude 7,2 dans les îles Kouriles[réf. souhaitée] ;
  - les États-Unis inculpent le président du Venezuela Nicolás Maduro de "narcoterrorisme" et promettent une prime de 15 millions de dollars pour toute information permettant de mener à sa capture[61].
- 27 mars :
  - Après avoir développé des symptômes, le Premier ministre britannique Boris Johnson révèle avoir été testé positif à la Covid-19. Il se place en quarantaine à sa résidence officielle du 10 Downing Street et continue de diriger le gouvernement par visioconférence[62].
  - élections sénatoriales au Tadjikistan ;
  - en Irlande, le Taoiseach Leo Varadkar déclare le confinement pour tout le pays, prévu jusqu'au 12 avril[63].
  - la Macédoine du Nord devient le trentième membre de l’Organisation du traité de l'Atlantique nord[64].
- 29 mars : élections législatives au Mali (1er tour).
- 30 mars :
  - Naufrage du patrouilleur vénézuélien ANBV Naiguatá (GC-23) après une collision volontaire avec un paquebot.
  - Le Jardin du presbytère de Nuenen au printemps, une peinture à l'huile de Vincent van Gogh, est volé au musée de Laren (Pays-Bas).
- 31 mars : élection présidentielle et élections législatives en Haut-Karabagh.
- 31 mars - 8 avril : opération Colère de Bohama au Tchad contre Boko Haram.

### Avril 2020
- 1er avril : 24e recensement des États-Unis.
- 4 avril : une attaque au couteau tue deux personnes et en blesse cinq à Romans-sur-Isère (Drôme) en France.
- 5 avril :
  - Au Mexique, des membres de La Línea (alliés du Cartel de Juárez) prennent en embuscade des membres de Gente Nueva (part du Cartel de Sinaloa) sur un chemin de terre proche de Madera (Chihuahua), tuant 19 d'entre-eux[65] ;
  - attaque de Bani Bangou au Niger.
- 6 avril :
  - Le Département d'État des États-Unis place le groupe monarchiste et suprémaciste blanc « Mouvement impérial russe », et trois de ses chefs Stanislav Vorobiev, Denis Gariev et Nikolaï Trouchtchalov, sur la liste noire du terrorisme international, il s'agit de la première fois que les États-Unis inscrivent un groupe suprémaciste blanc sur cette liste[66] ;
  - attaque de Bamba au Mali ;
  - des incendies sont détectés dans les forêts de la zone d'exclusion de Tchernobyl.
- 8 avril :
  - En Oman, Le sultan d'Oman, Haïtham ben Tariq, gracie 599 prisonniers, dont 336 étrangers[67].
  - fin de l'Opération Colère de Bohama menée par l'armée tchadienne contre l'État islamique en Afrique de l'Ouest et contre Boko Haram sur les îles du lac Tchad.
- 9 avril :
  - en Irak, le chef du renseignement Moustafa Al-Kazimi est nommé Premier ministre[68].
  - En Syrie la bataille d'al-Soukhna commence.
- 10 avril :
  - selon un comptage de l'Agence France-Presse, la barre des 100 000 morts liés à la pandémie de Covid-19 dans le monde est dépassée[69].
  - Le coordonnateur humanitaire des Nations unies pour la Libye condamne la coupure de l'approvisionnement en eau de la capitale Tripoli, après qu'un groupe armé s'est emparé d'un poste de contrôle du Grand fleuve artificiel. Le groupe armé utiliserait, semble-t-il, la coupure d'eau, qui touche deux millions de personnes, pour obtenir la libération des membres de la famille détenus[réf. souhaitée].
  - En République démocratique du Congo, dans un revers majeur pour les efforts visant à déclarer la fin de l'épidémie d'ebola, la République démocratique du Congo signale le premier cas d'ebola depuis février 2020. L'épidémie a tué plus de 2 200 personnes depuis août 2018[70].
- 11 avril : le Tchad met fin à sa participation militaire avec la Force opérationnelle multinationale mixte (MNJTF) contre Boko Haram, affirmant que les forces terrestres tchadiennes ne fonctionneront plus en dehors de ses frontières[réf. souhaitée].
- 12 avril :
  - Au Royaume-Uni, le ministère de la Santé et des Affaires sociales, rapporte 737 décès supplémentaires dus à la Covid-19, portant le nombre de morts au Royaume-Uni à 10 612. Le Royaume-Uni devient le troisième pays d'Europe, après l'Italie et l'Espagne, à dépasser 10 000 décès dus à la Covid-19[réf. souhaitée].
  - Au Bangladesh l'ancien officier de l'armée du Bangladesh, Abdul Majed, est exécuté pour sa participation à l'assassinat en 1975 de Sheikh Mujibur Rahman, le premier président du pays[réf. nécessaire].
- 13 avril :
  - En France, le confinement de la population est prolongé jusqu'au 11 mai.
  - En Turquie, La Turquie libérera un tiers de ses prisonniers pour freiner la propagation de Covid-19. Au moins 45 000 prisonniers seront libérés jusqu'à la fin du mois de mai, à l'exception des personnes accusées d'infractions terroristes, ainsi que des journalistes et des politiciens accusés d'avoir comploté la tentative de coup d'État de 2016.[réf. nécessaire]
- 14 avril :
  - élections législatives aux Kiribati (1er tour).
  - Le président américain Donald Trump annonce que les États-Unis suspendent le financement de l'Organisation mondiale de la santé (OMS) dans l'attente d'une enquête[réf. nécessaire].
- 15 avril :
  - élections législatives en Corée du Sud remportées par le Parti Minju (centre).
  - Découverte de l'exoplanète Kepler-1649c qui présente des similitudes avec la Terre[71].
- 17 avril : le bureau des droits de l'homme des Nations unies indique que le Myanmar mène des frappes aériennes quotidiennes dans les États de Rakhine et de Chin et qu'au moins 32 civils (principalement des femmes et des enfants) ont été tués depuis le 23 mars. L'armée arakan a unilatéralement déclaré un cessez-le-feu d'un mois pour combattre la pandémie de Covid-19, mais l'armée a rejeté le cessez-le-feu en disant qu'un précédent cessez-le-feu n'avait pas été respecté par les insurgés.[réf. souhaitée]
- 18 avril et 19 avril : une tuerie en Nouvelle-Écosse (Canada) fait 22 morts.
- 19 avril :
  - élections législatives au Mali (2e tour).
  - En Libye, les Forces armées libyennes du GNA soutenues par la Turquie avancent sur la ville clé de Tarhuna dans le district de Murqub, capturant des dizaines de loyalistes de Khalifa Haftar et plusieurs véhicules après avoir envahi un camp militaire de l'armée nationale libyenne.[réf. souhaitée]
- 20 avril :
  - Pour la première fois de l'histoire, le cours du baril de pétrole américain est négatif, dans la soirée il atteignait les −37,63 dollars, soit une baisse de 306 % par rapport au cours du 17 avril au soir[72].
  - En Israël, le Premier ministre israélien Benjamin Netanyahu et le leader de l'Alliance bleue et blanche Benny Gantz s'entendent sur un accord pour former un gouvernement d'unité, mettant ainsi fin à plus d'un an d'impasse politique. Dans le cadre de l'accord, Netanyahu conservera son poste pendant 18 mois supplémentaires, Gantz le remplaçant par la suite[73].
- 21 avril : élections législatives aux Kiribati (2e tour).
- 22 avril :
  - le Liban légalise le cannabis médical, devenant le premier pays arabe à prendre cette décision[74].
  - au Soudan, le Conseil de souveraineté et le Conseil des ministres (les autorités de transition depuis la Révolution soudanaise) inscrivent les mutilations génitales féminines comme crime passible de 3 ans de prison dans le code pénal[75].
- 24 avril :
  - le ministre de la justice brésilien, Sérgio Moro, démissionne à la suite du limogeage du chef de la police fédérale Mauricio Valeixo par le président Bolsonaro ; selon Moro, Valeixo a été limogé car il a refusé de faire remonter à Bolsonaro des informations sur les enquêtes que le Tribunal suprême fédéral mène contre lui[76] ;
  - démission surprise du ministre de l'intérieur du Pérou, Carlos Moran, critiqué à cause du fort nombre de policiers péruviens atteints par le covid-19[77].
- 24-26 avril : en Arabie saoudite, la Cour suprême abolit les peines de flagellation, puis la peine de mort pour les mineurs est aussi abolie par décret royal, les peines déjà prononcées sont remplacées par des peines d'amende ou de prison dans le cas de la flagellation et des peines de 10 ans de détention maximum en centre pour mineurs pour ceux qui étaient condamnés à mort[78],[79].
- 27 avril :
  - à la suite des accusations émises par l'ancien ministre de la justice Sergio Moro lors de sa démission, le Tribunal suprême fédéral du Brésil ouvre une enquête contre le président Jair Bolsonaro pour ingérence dans des affaires judiciaires le concernant, prévarication et obstruction à la justice[80] ; si les accusations sont fondées, cela pourrait provoquer une procédure de destitution[80] ;
  - en France, la cinquième naissance en captivité d'un Langur de François en un siècle est annoncée, dans le jardin zoologique du Muséum de Besançon ;
- 28 avril : en Syrie, sur le marché d'Afrine dans la zone contrôlée par la Turquie et ses alliés, un attentat non-revendiqué au camion-citerne piégé fait au moins 52 morts et 50 blessés
- 30 avril : au Tchad, l'Assemblée nationale vote l'abolition de la peine de mort à une large majorité[81].

### Mai 2020
- 4 mai : début de la première phase de déconfinement en Allemagne et en Belgique.
- 5 mai : aux Émirats arabes unis, la tour Abbco de Charjah, un gratte-ciel résidentiel de 45[82], 48[83] ou 49 étages[84], haut de 190 mètres, est ravagée par un incendie spectaculaire, qui blesse au moins 12 personnes[85].
- 7 mai :
  - au moins 11 personnes meurent et plus de 5 000 tombent malades d'une fuite de gaz de styrène émanant d’une usine chimique de LG Polymers à Visakhapatnam dans l’Andhra Pradesh, au sud-est de l'Inde[86].
  - le Bundestag vote l'interdiction des thérapies de conversion des homosexuels en Allemagne[87].
- 9 mai : des bandits armés pillent les magasins et élevages des villages de Gadabo, Zibane Koira-Zeno et Zibane-Tegui, dans la région de Tillabéri au Niger, tuant 20 habitants durant leurs exactions[88].
- 10 mai : le navire de soutien Konarak de la Marine de la République islamique d'Iran est touché par un tir ami de la frégate iranienne Jamaran, le bilan officiel communiqué le lendemain est 19 marins tués tandis que 15 autres ont été blessés[89].
- 11 mai : publication dans Nature des résultats du test ADN et de la datation au carbone 14 d'une dent humaine retrouvée sur le site de Bacho Kiro en Bulgarie (pourtant site paléontologique de la culture du Châtelperronien associée aux hommes de Néandertal), qui s'avère être une dent d'Homo sapiens vieille de 45 000 ans, ce qui fait remonter de 5 000 ans supplémentaires la date d'arrivée présumée des Homos sapiens en Europe[90],[91],[92].
- 12 mai : en Afghanistan, trois attaques frappent le pays et relancent les hostilités entre le gouvernement et les Talibans[93].
- 15 mai : 
  - le ministre de la Santé brésilien Nelson Teich démissionne à cause de profonds désaccords avec le président Jair Bolsonaro sur la gestion de la pandémie de Covid-19 au Brésil, moins d'un mois après la démission du précédent ministre de la Santé Luiz Henrique Mandetta exactement pour les mêmes raisons.
  - en Albanie, l'Ordre des psychologues, dont les décisions sont définitives et valides juridiquement, interdit les thérapies de conversion des homosexuels, quelques jours après que le Parlement allemand ait pris la même décision[87].
- 16 mai :
  - Félicien Kabuga, un des hommes les plus recherchés au monde car très fortement soupçonné d'avoir été le financier du Génocide des Tutsi au Rwanda en équipant les milices qui l'ont commis en 1994, est arrêté à Asnières-sur-Seine en France[94].
  - à Porto Rico au milieu d'une désillusion croissante à l'égard du statut territorial de Porto Rico, la gouverneure Wanda Vázquez annonce un référendum en novembre 2020 pour décider si Porto Rico doit devenir un État américain[95].
- 17 mai : en Afghanistan, un accord de partage du pouvoir est signé entre le gouvernement officiel d'Afghanistan dirigé par le président Ashraf Ghani, et le gouvernement parallèle mené par l'opposant Abdullah Abdullah, dans le but de mettre fin à la crise politique qui dure depuis mars et ainsi améliorer les négociations et la lutte contre les Talibans et la pandémie de Covid-19[96] ; l'accord prévoit d'accorder la moitié des postes du gouvernement aux membres de l'ancien gouvernement parallèle, dont le poste de Haut-négociateur du Conseil pour la réconciliation nationale à Abdullah (en raison de son expérience en tant que diplomate) et la tête des Forces armées afghanes au général Dostum[97].
- 19 mai :
  - le parlement du Lesotho accepte la démission de Tom Thabane, il est remplacé par le ministre des Finances Moeketsi Majoro en tant que Premier ministre par intérim :
  - réapparition du guépard saharien dans le Parc culturel de l'Ahaggar en Algérie après 10 ans d'absence[98] ;
  - en Libye, les forces du GNA soutenues par la Turquie s'emparent des villes de Badr et Tiji près de la frontière tunisienne ;
  - au Canada, lors de la première comparution d'un mineur de 17 ans devant un tribunal de Toronto pour meurtre au premier degré et tentatives de meurtres, après qu'il a attaqué le 24 février précédent un salon de message érotique de Toronto tuant une femme et blessant deux personnes (une femme et un homme), la justice canadienne requalifie les chefs d'accusation en activités terroristes[44], sur recommandation de la Gendarmerie royale du Canada et de la police de Toronto dont l'enquête avait prouvé que l'assaillant avait agit en s'inspirant du mouvement misogyne incel, c'est la première fois au Canada qu'un incel fait face à un chef d’accusation de terrorisme[45].
- 20 mai :
  - élection présidentielle au Burundi remportée par le général Évariste Ndayishimiye, en même temps que les élections législatives, remportées par le parti le Conseil national pour la défense de la démocratie-Forces de défense de la démocratie.
  - le ministre de la santé de Bolivie, Marcelo Navajas (es), est arrêté à La Paz par la Force spéciale de lutte contre le crime, soupçonné de corruption après l'achat à un tarif surévalué de 179 respirateurs dédiés aux malades du Covid-19[99] ;
  - le super-cyclone Amphan, le plus puissant formé dans l'Océan Indien nord depuis le cyclone d'Orissa de 1999, frappe le Bangladesh et l'Inde, causant des inondations et des coupures d'électricité[100].
- 22 mai : 
  - Le vol Pakistan International Airlines 8303 s'écrase sur un quartier résidentiel de Karachi au Pakistan ;
  - le loueur de véhicule Hertz, employant près de 38 000 salariés, se déclare en faillite aux États-Unis et au Canada ;
  - au Mexique, 132 fossiles de mammouths sont découverts durant la construction de l'Aéroport International Felipe Ángeles, ainsi que 19 d'ossements humains, plusieurs fossiles d'autres espèces animales du Pléistocène, des offrandes, des outils et ustensiles et une sculpture, ce qui fait du site de Santa Lucía (du nom de la base aérienne militaire implantée à côté dans l'État de Mexico) le site paléontologique le plus important d'Amérique centrale[101].
- 25 mai : 
  - élections législatives au Suriname, le Parti national démocratique du président Desi Bouterse perd sa majorité absolue ;
  - le meurtre de George Floyd au cours d'une interpellation policière provoque un scandale aux États-Unis, et des manifestations et émeutes à Minneapolis où le drame s'est produit ;
- 26 mai : 
  - le Costa Rica est devenu le premier pays d'Amérique centrale à autoriser le mariage homosexuel (le mariage homosexuel étant légal dans certains États du Mexique mais pas dans tout le pays) au terme d'une bataille judiciaire de plusieurs mois.
  - En Libye, le Commandement des États-Unis pour l'Afrique accuse la Russie d'avoir déployé des avions de chasse dans l'est de la Libye pour fournir un soutien aérien aux mercenaires russes alliés du maréchal Khalifa Haftar, qui cherche à renverser le gouvernement d'accord national (GNA) reconnu par l'ONU[102].
  - LATAM Airlines Group demande une réorganisation volontaire ainsi que sa mise sous la protection du chapitre 11 de la loi sur les faillites des États-Unis. Les filiales du Brésil, d'Argentine et du Paraguay n'intègrent pas cette restructuration[103].
- 27 mai : le gouvernement algérien rappelle son ambassadeur en France, après la diffusion de deux documentaires sur le Hirak sur les chaînes publiques France 5 et La Chaîne parlementaire[104].
- 28-31 mai : les protestations se poursuivent à Minneapolis et dans deux autres villes américaines après la mort d'un homme non armé, George Floyd, lors de son interpellation ; certaines dégénèrent en émeute, notamment des pillages et des incendies criminels.
- 30 mai : 
  - élections législatives à Niue.
  - le vaisseau Crew Dragon de SpaceX, lancé par une fusée Falcon 9, réalise son premier vol habité pour la NASA.
- 31 mai : la tempête tropicale Amanda cause au moins 14 morts au Salvador[105].

### Juin 2020
- 1er juin : dans l'ouest du Niger, une cinquantaine de djihadistes à motos attaquent un camp de réfugiés maliens à Intikane, provoquant trois morts dont deux Maliens (le président du Comité des réfugiés et le président du Comité de vigilance des réfugiés) et 1 Nigérien (le chef coutumier du groupement nomade de Tahoua), enlèvent un des gardiens du camp, pillent le magasin de vivres et sabotent le système de ravitaillement en eau potable et les antennes téléphoniques[106].
- 3 juin : 
  - une opération des forces françaises de l'Opération Barkhane au nord l'Adrar des Ifoghas au Mali près de la frontière avec l'Algérie aboutit à l'élimination d'Abdelmalek Droukdel, chef d'Al-Qaïda au Maghreb islamique et principal meneur djihadiste au Mali depuis la fin de l'Opération Serval, de son lieutenant Toufik Chahib, chargé de la propagande d'AQMI, de plusieurs autres djihadistes et de la capture de l'un d'eux vivant[107].
  - au Mexique, les 100 000 cas confirmés de Covid-19 sont dépassés, avec 101 238 cas confirmés cumulés dont 16 829 cas actifs (des cas confirmés qui ont présenté des symptômes durant les 14 derniers jours)[108] ;
  - annonce dans Nature de la découverte du plus ancien site attribué aux Mayas, daté d'entre 1 000 et 800 ans avant J.-C, proche de la frontière avec le Guatemala, télédétecté au laser dans la jungle grâce à un Lidar embarqué dans un avion, le site est nommé "complexe d'Aguada Fénix"[109],[110].
- 4 juin : à Ixtlahuacán de los Membrillos (agglomération de Guadalajara capitale de Jalisco, Mexique) des policiers battent à mort un jeune homme, Giovanni López, sous prétexte qu'il ne portait pas de masque médical, ce qui déclenche des émeutes et l'attaque du palais du gouverneur à Guadalajara même, ainsi qu'un répression violente[111],[112].
- 5 juin : 
  - élections législatives à Saint-Christophe-et-Niévès.
  - fin de la bataille de Tripoli en Libye.
  - le premier ministre d'Éthiopie Abiy Ahmed décide de revoir les objectifs de son programme de reboisement « Héritage Vert » à la hausse, avec un objectif de 20 milliards d'arbres plantés en quatre ans[113].
- 8 juin : le président sortant du Burundi Pierre Nkurunziza décède brusquement, officiellement d'une attaque cardiaque, mais alors que son épouse Denise Bucumi Nkurunziza est hospitalisée au Kenya à cause de la Covid-19 et que Pierre Nkurunziza niait que la pandémie ait atteint le Burundi, un décès à cause de la Covid-19 est aussi soupçonné[114].
- 9 juin : au Nigeria, 81 personnes sont massacrées à Felo, dans le district de Gubio au Nigéria, probablement par des membres de Boko Haram.
- 10 juin :
  - après 34 ans, la justice suédoise clôt l'enquête sur l'assassinat du premier ministre Olof Palme le 28 février 1986, sans avoir réussi à la résoudre[115] ;
  - La jeune fille triste attribuée à Banksy, volée derrière le Bataclan en janvier 2019, est découverte dans une ferme des Abruzzes en Italie[116] ;
  - publication de la description et de la datation par le CNRS et l'Université de Bordeaux d'une sculpture en os brûlé représentant un oiseau, retrouvée sur le site de Lingjing (province du Henan en Chine), désormais datée d'entre 13 000 et 13 800 ans, ce qui fait reculer de 8 500 ans l'origine de la sculpture et des représentations d’animaux en Asie de l’Est et en fait la plus ancienne œuvre d'art chinoise connue[117].
- 13 juin :
  - le gouvernement de Somalie reconnaît Ahmed Madobe comme président de la région semi-autonome de Jubaland, mettant fin à la fois à la crise militaire entre les troupes du gouvernement central de Somalie et celles du Jubaland, et la crise diplomatiques entre les gouvernements de Somalie et du Kenya[118].
  - au Nigeria, l'État islamique en Afrique de l'Ouest mène plusieurs attaques à Monguno et Goni Usmanti dans le nord-est. Ces attaques djihadistes provoquent 38 morts à Gomi Usmanti et 15 morts à Monguno.
- 14 juin : embuscade de Bouka Weré au Mali.
- 16 juin :
  - près de la frontière officielle, dans la zone sous administration indienne mais disputée de Ladakh, un accrochage entre les armées indienne et chinoise provoque 20 morts parmi les militaires indiens et un nombre inconnu de morts chez les soldats chinois[119] ;
  - pour signifier la fin de la situation d'apaisement entre les deux Corées, la Corée du Nord fait sauter son bureau de liaison avec la Corée du Sud de la ville de Kaesong, vide en raison de la pandémie de Covid-19 ; l'état-major général de l'Armée populaire de Corée annonce qu'il travaille sur un « plan d'action » pour « transformer en forteresse la ligne de front »[120].
- 18 juin : au Burundi, à la suite du décès de Pierre Nkurunziza durant son mandant, le général Évariste Ndayishimiye, vainqueur de l'élection présidentielle de mai, prête serment pour devenir le nouveau président du Burundi[121].
- 21 juin :
  - éclipse solaire annulaire visible en Afrique de l'Est, dans la péninsule arabique, au Pakistan, dans l'Himalaya, puis en Chine et à Taïwan ;
  - élections législatives en Serbie.
- 22 juin :
  - une équipe de chercheurs chinois annonce dans Science avoir découvert, dans le sang de 10 patients qui ont guéri de la Covid-19, l'anticorps 4A8 efficace contre le coronavirus SARS-CoV-2, qui neutralise ce coronavirus en empêchant sa protéine Spike de fonctionner, alors que cette protéine est indispensable au virus pour infecter des cellules[122] ;
  - élection présidentielle aux Kiribati.
- 23 juin : 
  - fin de l'accord de Cotonou.
  - élection présidentielle au Malawi remportée par Lazarus Chakwera.
  - séisme à Oaxaca au Mexique ;
  - la chambre basse du Parlement du Gabon votent la dépénalisation de l'homosexualité, ce qui autorise aux personnes homosexuelles de pouvoir l'assumer sans être inquiétées par la loi[123].
- 24 juin : élections législatives en Mongolie remportées par le Parti du peuple mongol.
- 26 juin : attaque contre Omar García Harfuch au Mexique.
- 27 juin : 
  - élection présidentielle en Islande Guðni Th. Jóhannesson est réélu.
  - Micheál Martin devient Premier ministre d'Irlande.
- 28 juin :
  - élection présidentielle en Pologne.
  - élection municipales en France (2e tour).
- 29 juin : 
  - élections législatives à Anguilla ;
  - en Éthiopie, le chanteur Hachalu Hundessa engagé contre la marginalisation des Oromos est assassiné ; dans un contexte où les tensions ethniques sont fortes en Éthiopie, cela provoque plusieurs jours d'affrontements sanglants inter-ethniques et contre les forces de l'ordre dans l’État d'Oromia et à Addis-Abeba, causant au moins 166 morts, 167 blessés graves et un millier d'arrestations au 4 juillet[124] ;
  - la Bourse de Karachi au Pakistan est attaquée par un commando des indépendantistes de l'Armée de Libération du Balouchistan, qui tue 4 gardes et policiers, avant que les 4 membres du commando soient eux-mêmes abattus par la police, dans un contexte où depuis novembre 2018 les indépendantistes Baloutches multiplient les attaques contre les infrastructures économiques pakistanaises et chinoises[125].
- 30 juin : le ministre slovène de l'Intérieur, Ales Hojs, démissionne et celui de l’Économie, Zdravko Počivalšek, est placé en détention mardi dans le cadre d'une enquête policière sur des irrégularités présumées lors de l'acquisition d'équipements liés à la pandémie de Covid-19[126].

### Juillet 2020
- 1er juillet :
  - référendum constitutionnel en Russie, Les amendements sont votés sans surprise par une large majorité des votants, plus de 78 % s'exprimant en faveur ;
  - date prévue pour le début de mise en place de l'eco, monnaie unique appelée à remplacer à terme, parmi les pays membres de la Cédéao[127], le Franc CFA (UEMOA) et d'autres devises.
  - En Amérique du Nord : l'accord Canada–États-Unis–Mexique, successeur de l'ALENA, entre en vigueur.
- 2 juillet : catastrophe de la mine de jade de Hpakant dans l'État kachin en Birmanie.
- 3 juillet : 
  - en France, Jean Castex est nommé Premier ministre après la démission d'Édouard Philippe.
  - découverte par des plongeurs du Centre de recherche du système aquifère Quintana Roo de mines d'ocre préhistoriques dans des grottes sous-marines dans la Mer des Caraïbes proche des côtes mexicaines, exploitées d'il y a 12 000 à 10 000 ans, les plus vieilles d'Amérique[128].
- 5 juillet :
  - élections législatives en Croatie ;
  - élection présidentielle et élections parlementaires en République dominicaine.
  - 34 personnes meurent, 14 sont portées disparues et plus de 200 000 sont évacuées à cause d'inondations et de glissements de terrain dans la région de Kumamoto sur l'île Kyūshū au Japon[129].
- 6 juillet : arrestation de l'intellectuel Xu Zhangrun par la police chinoise[130], au motif qu'il a critiqué la réponse de la Chine à la pandémie de Covid-19.
- 8 juillet : le Premier ministre ivoirien Amadou Gon Coulibaly, et candidat à l'élection présidentielle ivoirienne d'octobre meurt dans l'exercice de ses fonctions des suites d'un malaise (il avait des antécédents cardiaques et portait notamment un stent).
- 10 juillet :
  - élections législatives à Singapour ;
  - des manifestations sont organisées par l'opposition contre le président Ibrahim Boubacar Keïta dans plusieurs villes du Mali, à Bamako elle dégénère en émeute, l'Assemblée nationale est saccagée, les heurts avec la police font au moins 4 morts et plusieurs dizaines de blessés, dans la soirée et le lendemain six leaders et théoriciens de l'opposition sont arrêtés (Clément Dembélé, Choguel Maïga, Mountaga Tall, Issa Kaou Djim, Oumara Diarra et Adama Ben Diarra) et les forces de sécurité saccagent les locaux du parti d'opposition CMAS[131].
- 11 juillet :
  - à la suite des manifestations et de l'émeute de la veille, le président malien Ibrahim Boubacar Keïta accepte de dissoudre la Cour suprême du Mali, une des revendications de l'opposition qui dénonçait une collusion entre le président et la cour après l'invalidation d'une trentaine de résultats lors des élections législatives de mars-avril[132].
  - en Afrique du Sud, un groupe d'hommes armés attaque et incendie des véhicules devant l'Église sainte internationale pentecôtiste à Zuurbekom (banlieue ouest de Johannesburg) tuant 5 personnes, et prend de force les locaux de l’Église, avant que la police n'intervienne et arrête 41 personnes (dont 6 hospitalisées après avoir été blessées par balles) dont des policiers, des militaires et du personnel pénitencier hors-service[133] ; l'hypothèse privilégiée par les enquêteurs est que cette attaque est liée aux querelles qui opposent deux courants pentecôtistes opposés au sein de cette Église qui veulent tous les deux en prendre le contrôle depuis la mort de son fondateur Comforter Glayton Modise en 2016[133].
- 12 juillet :
  - élection présidentielle en Pologne (2e tour) ;
  - libération, après six jours de détention, de l'intellectuel chinois Xu Zhangrun, qui reste fallacieusement accusé[134].
- 12-16 juillet : quatre jours d'affrontements entre les Armées d'Arménie et d'Azerbaïdjan dans le raion de Tovuz (Azerbaïdjan) et dans le marz de Tavush (Arménie), pour le contrôle de la région du Haut-Karabagh (dans laquelle ne se trouvent ni Tovuz ni Tavush) située sur le territoire azerbaïdjanais mais peuplée à majoritaire d'Arméniens, laissent officiellement 17 morts dans les deux camps[135].
- 13 juillet : des inondations provoquées par la montée des eaux de 433 cours d'eau du bassin du Yangzi Jiang - dont 33 qui atteignent des niveaux records - dans le centre et l'est de la Chine ont provoqué à cette date 141 morts ou disparus, ont endommagé 28 000 logements, affecté 38 millions de personnes et menaçaient Wuhan[136].
- 15 juillet : élections législatives en Macédoine du Nord.
- 19 juillet : élections législatives en Syrie.
- 20 juillet :
  - élections sénatoriales burundaises de 2020 ;
  - la sonde émirati Al-Amal ("Espoir") est tirée à bord du lanceur japonais H-IIA depuis la Base de lancement de Tanegashima pour aller orbiter autour de Mars en février 2021 (pour les cinquante ans de l'unification des Émirats Arabes Unis) afin de la cartographier et étudier son atmosphère[137] ; il s'agit à la fois de la première d'une vague de missions non-habitées envoyée vers Mars par plusieurs pays en 2020-2021[137], et de la première mission spatiale menée par un pays arabe vers Mars[138].
- 22 juillet : publication de deux études dans Nature (l'une d'une équipe d'archéologues de l'Université d'Oxford et l'autre de l'archéologue Ciprian Ardelean de l'Université autonome de Zacatecas) annonçant la datation au carbone 14 d'outils en pierre retrouvés dans la grotte de Chiquihuite (Zacatecas, Mexique), qui estiment les plus vieux à entre 31 000 et 33 000 ans, et qui estiment également que le site a été occupé pendant plus de 20 000 ans, ce qui ferait remonter le premier peuplement de l'Amérique aux alentours de 32 000 ans, soit deux fois vieux plus que l'hypothèse la plus communément admise jusque-là[139],[140].
- Juillet : lancement de la sonde Mars 2020.

### Août 2020
- 4 août : le port de Beyrouth (Liban) est détruit par deux violentes explosions de centaines de tonnes de nitrate d'ammonium causant au moins 235 morts et 6500 blessés et 9 disparus. 300 000 personnes se retrouvent sans abri et 77 000 bâtiments sont endommagés.
- 5 août : élections législatives anticipées aux Sri Lanka.
- 9 août : élection présidentielle en Biélorussie.
- 10 août : élections législatives à Trinité-et-Tobago.
- 11 et 12 août : élections sénatoriales en Égypte.
- 15 août : détection (annoncée par l'Université de Hong Kong le 24 août) du premier cas confirmé de réinfection au coronavirus SARS-CoV-2 d'un patient qui en avait déjà guéri, chez un homme de 33 ans à Hong Kong qui avait guéri en mars 2020 d'une forme légère de la covid-19 et qui a été testé à nouveau positif au SARS-CoV-2 en tant que porteur asymptomatique[141].
- 18 août : au Mali, un coup d'État renverse le président Ibrahim Boubacar Keïta.
- 29 août au 20 septembre : 107e édition du Tour de France.
- 30 août : élections législatives au Monténégro.
- 31 août :
  - Moustapha Adib est nommé président du Conseil des ministres du Liban ;
  - le Conseil de souveraineté (le gouvernement provisoire au Soudan depuis la Révolution soudanaise) et le Front révolutionnaire soudanais, qui représente les cinq principaux groupes rebelles du pays, signent un accord de paix[142].

### Septembre 2020
- 2 septembre : le cargo néo-zélandais Gulf Livestock 1 est porté disparu après avoir envoyé un signal de détresse alors qu'il se trouvait à l'ouest de l'île Amami Oshima, au sud-ouest du Japon[143],[144].
- 3 septembre : élections législatives à la Jamaïque.
- 8 et 9 septembre : élections sénatoriales en Égypte (2d tour).
- 12 septembre : élections législatives en Iran (2e tour).
- 13 septembre : élections infranationales en Russie.
- 16 septembre : Yoshihide Suga est nommé Premier ministre du Japon en remplacement de Shinzō Abe ;
- 20 et 21 septembre : référendum constitutionnel en Italie.
- 27 septembre : élections sénatoriales en France.

### Octobre 2020
- 2 et 3 octobre : élections sénatoriales en République tchèque.
- 4 octobre :
  - élections législatives au Kirghizistan ;
  - deuxième référendum d’accession à la pleine souveraineté en Nouvelle-Calédonie.
- 11 octobre : élection présidentielle au Tadjikistan.
- 11 et 25 octobre : élections législatives en Lituanie.
- 17 octobre : élections législatives et référendums en Nouvelle-Zélande.
- 18 octobre :
  - élection présidentielle en Guinée.
  - élections générales en Bolivie.
- 24 et 25 octobre : élections législatives en Égypte.
- 25 octobre : référendum constitutionnel au Chili.
- 28 octobre : élection présidentielle et élections législatives en Tanzanie.
- 31 octobre :
  - élection présidentielle en Côte d'Ivoire ;
  - élections législatives en Géorgie ;
  - élections législatives en Adjarie.

### Novembre 2020
- 1er novembre :
  - référendum constitutionnel en Algérie ;
  - élection présidentielle en Moldavie.
- 3 novembre : 
  - élection présidentielle et élections sénatoriales aux États-Unis : le 7 novembre, les principaux médias américains annoncent la victoire de Joe Biden face à Donald Trump ;
  - élections générales et  référendum sur le statut à Porto Rico.
- 8 novembre : élections législatives en Birmanie.
- 9 novembre : Martín Vizcarra, président du Pérou, est destitué par le parlement ; Manuel Merino puis Francisco Sagasti assurent l'intérim.
- 10 novembre : élections législatives en Jordanie.
- 11 novembre : élections législatives au Belize ;
- 22 novembre : élection présidentielle et élections législatives au Burkina Faso.

### Décembre 2020
- 1er décembre : effondrement du radiotélescope d'Arecibo à Porto Rico.
- 2 décembre: sortie du cannabis du tableau IV de la Convention de 1961 adoptée par une commission de l'ONU basée à Vienne, Autriche[145],[146],[147],[148].

- 5 décembre : élections législatives au Koweït.
- 6 décembre :
  - élections législatives en Roumanie ;
  - élections législatives au Venezuela.
- 7 décembre : élection présidentielle et élections législatives au Ghana.
- 8 décembre : élections sénatoriales et référendum constitutionnel au Liberia.
- 14 décembre : éclipse totale du Soleil, visible au Chili et en Argentine.
- 27 décembre :
  - élection présidentielle et élections législatives en Centrafrique ;
  - élections présidentielle et législatives au Niger (1er tour).
- 30 décembre : au Yémen, un attentat à l'aéroport d'Aden fait au moins 25 morts et 110 blessés.
- 31 décembre : après le retrait du Royaume-Uni de l'Union européenne, le 31 janvier 2020, fin de la période de transition pour les négociations sur une relation future.
- décembre : élections législatives à Saint-Vincent-et-les-Grenadines.

### Événements annulés
- Initialement prévu pour se dérouler du 10 au 12 juin à Miami, le sommet du G7, de déplacements en reports dus à la pandémie de maladie à coronavirus et aux tensions entre Donald Trump et certains de ses partenaires, n’aura finalement jamais lieu.

## Chronologie spécifique à la fiction
- Le dernier épisode de la deuxième saison de Dollhouse (Epitaph Two:Return) se déroule en 2020.
- Le téléfilm 2020 : Le Jour de glace.
- L'album de Benoît Dorémus sorti en 2010 se nomme 2020, du fait de la chanson Ne pas lire avant 2020 présente sur celui-là.
- Le dernier épisode de la sixième saison de Glee se déroule en 2015 et 2020.
- Dans le jeu vidéo Zoku: The Legend of Bishin (en), le mont Fuji entre en éruption et ravage Tokyo en 2020.
- Death to 2020, documentaire parodique de Netflix.
- La seconde édition du jeu de rôle Cyberpunk, intitulée Cyberpunk 2020, se déroule en 2020. À l'époque de sa publication en 1990, il se déroule dans le futur.

## Distinctions internationales

### Prix Nobel
Les lauréats du Prix Nobel en 2020 sont :
- Prix Nobel de chimie : Emmanuelle Charpentier et Jennifer Doudna ;
- Prix Nobel de littérature : Louise Glück ;
- Prix Nobel de la paix : Programme alimentaire mondial ;
- Prix Nobel de physiologie ou médecine : Harvey J. Alter, Michael Houghton et Charles M. Rice ;
- Prix Nobel de physique : Roger Penrose, Reinhard Genzel Andrea M. Ghez ;
- « Prix Nobel » d'économie : Paul Milgrom et Robert B. Wilson.

### Autres prix
- Prix Pritzker (architecture) : Yvonne Farrell et Shelley McNamara

## Décès en 2020

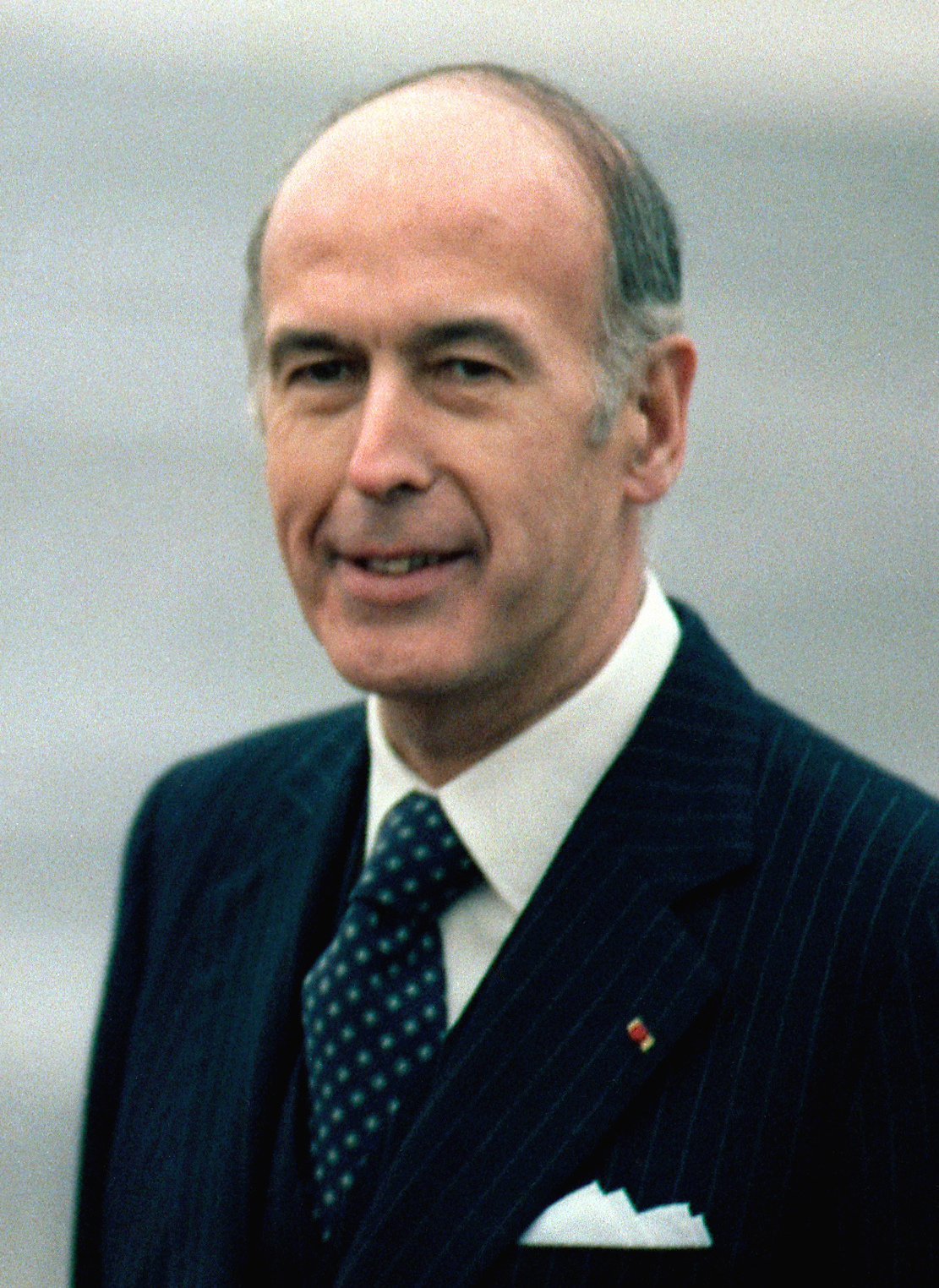
Valéry Giscard d'Estaing.

Personnalités majeures décédées en 2020

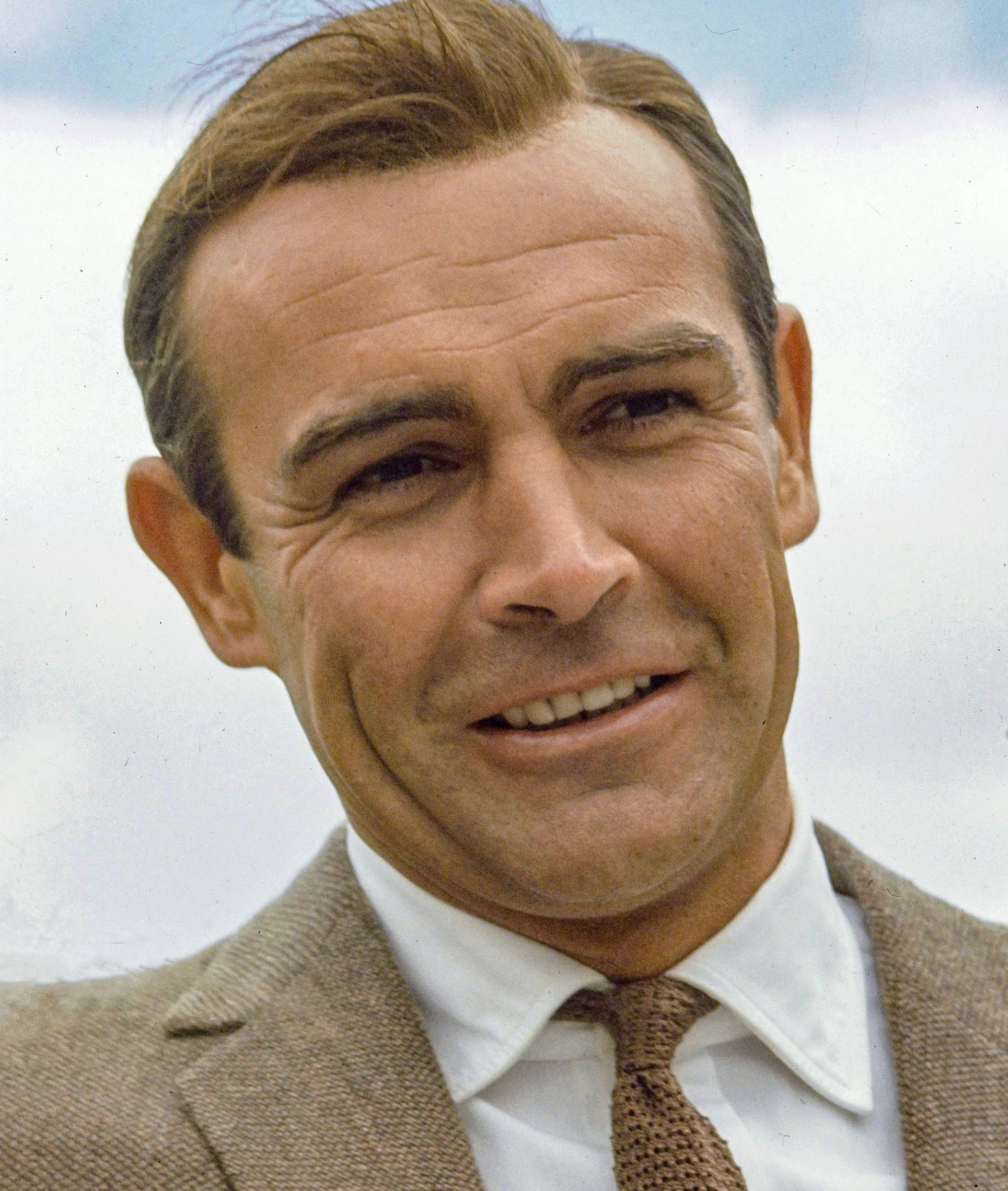
Sean Connery

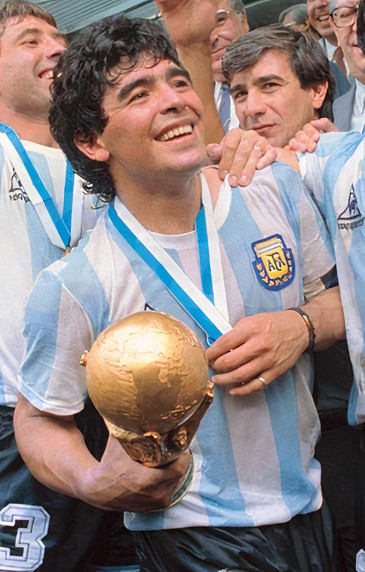
Diego Maradona.

- 10 janvier : Qabus ibn Saïd (sultan d'Oman)
- 31 janvier : Mary Higgins Clark (écrivaine américaine)
- 5 février : Kirk Douglas (acteur américain)
- 25 février : Hosni Moubarak (homme politique égyptien)
- 24 mars : Albert Uderzo (auteur-dessinateur français)
- 16 avril  : Christophe (chanteur français)
- 9 mai : Little Richard (chanteur américain)
- 12 mai  : Michel Piccoli (acteur français)
- 28 mai  : Guy Bedos (humoriste français)
- 26 juillet : Olivia de Havilland (actrice franco-américano-britannique)
- 26 juillet: Ennio Morricone (compositeur et musicien italien)
- 31 juillet : Alan Parker (cinéaste américain)
- 4 septembre : Annie Cordy (chanteuse belgo-française)
- 23 septembre : Juliette Gréco (chanteuse française)
- 31 octobre: Sean Connery (acteur britannique)
- 25 novembre : Diego Maradona (footballeur argentin)
- 2 décembre: Valéry Giscard d'Estaing (homme politique français)
- 22 décembre  : Claude Brasseur (acteur français)
- 29 décembre: Pierre Cardin (couturier français)
- 31 décembre : Robert Hossein (acteur et metteur en scène de théâtre français).